# Karel Schoeman
Karel Schoeman (* 26. Oktober 1939 in Trompsburg, Oranje-Freistaat; † 1. Mai 2017 in Bloemfontein) war ein südafrikanischer afrikaanssprachiger Schriftsteller.

## Leben
Schoeman studierte Linguistik an der Universiteit van die Oranje-Vrystaat und besuchte dann das Katholische Priesterseminar in Pretoria. 1961 wurde er Mitglied im Orden der Franziskaner in Irland mit dem Ziel, Priester zu werden. Er legte jedoch nicht das Gelübde ab, kehrte nach drei Jahren nach Südafrika zurück und studierte in Bloemfontein Bibliothekswissenschaft. Danach arbeitete er von 1968 bis 1973 als Bibliothekar in Amsterdam. Nach einem zweijährigen Aufenthalt in Glasgow begann er, Bücher und Geschichten zu verfassen. 1983 kehrte er nach Südafrika zurück und arbeitete fortan in der South African Library, heute National Library of South Africa, in Kapstadt, zuletzt als Archivar.
Neben seiner umfangreichen Arbeit als Schriftsteller war er auch als Übersetzer tätig, unter anderem aus dem Englischen, Deutschen, Russischen und irischen Gälisch. Viele seiner Veröffentlichungen behandeln die Geschichte der Kapkolonie. ’n Ander Land erzählt die Geschichte eines sterbenskranken Holländers, der im 19. Jahrhundert in der ihn beängstigenden afrikanischen Umwelt Heilung sucht. 
Mehrere seiner Werke wurden ins Deutsche, Englische, Französische, Niederländische und Russische übersetzt, darunter Na die Geliefde Land, ’n Ander Land, Afskeid en Vertrek, Verliesfontein und Hierdie Lewe.
1999 erhielt Schoeman von Nelson Mandela zu dessen Abschied aus dem Präsidentenamt als einer von zwei südafrikanischen Schriftstellern den State President Award. Ab etwa 2007 lebte er in einem Altersheim in Bloemfontein. 2014 galt er als Kandidat für den Nobelpreis für Literatur. Am 1. Mai 2017 starb Schoeman durch Suizid. In einem offenen Brief gab er an, niemandem im Alter zur Last fallen zu wollen.

## Werke

### Romane und Novellen
- 1965: Veldslag (beinhaltet die Novellen Veldslag und In Ballingskap)
- 1966: By Fakkellig
- 1967: ’n Lug vol Helder Wolke
- 1968: Spiraal
- 1971: Op ’n Eiland
- 1972: Na die Geliefde Land
- 1975: Die Noorderlig
- 1976: Om te Sterwe
- 1977: Afrika: ’n Roman
- 1979: Die Hemeltuin
- 1980: Die Reisiger
- 1981: Waar Ons Gelukkig Was
- 1984: ’n Ander Land
- 1990: Afskeid en Vertrek
- 1993: Hierdie Lewe
- 1995: Die Uur van die Engel
- 1996: Verkenning
- 1998: Verliesfontein
- 2009: Titaan: ’n Roman oor die Lewe van Michelangelo Buonarroti

### Autobiographische Werke, Reisebeschreibungen und Belles-Lettres
- 1966: Berig uit die Vreemde: ’n Ierse Dagboek
- 1968: Van ’n Verre Eiland: ’n Tweede Ierse Dagboek
- 1977: Koninkryk in die Noorde: ’n Boek oor Skotland
- 1978: Onderweg: Reisherinnerings
- 1999: Stamland: ’n Reis deur Nederland
- 2002: Die Laaste Afrikaanse Boek: Outobiografiese Aantekeninge
- 2011: Riviereland: Twee Besoeke aan Nederland

### Übersetzungen in das Afrikaans
- 1968: Anton Tschechow: Oom Wanja: Tonele uit die Plattelandse Lewe in Vier Bedrywe
- 1970: Uit die Iers: Middeleeuse Gedigte
- 1973: Helde van die Rooi Tak: Die Saga van Cucullin en die Veeroof van Culne
- 1973: Friedrich Schiller: Maria Stuart
- 1975: Anton Tschechow: Die Kersieboord: Blyspel in Vier Bedrywe
- 1975: Gode, Helde en Konings: Middeleeuse Ierse Verhale
- 1976: Finn en sy Mense: Die Avonture van die Fianna van Ierland
- 1976: Pieter Langendijk: Die Huweliksbedrog: ’n Blyspel
- 1979: Herman Heijermans: Op Hoop van Seën: ’n Spel van die See in Vier Bedrywe
- 1981: Arthur Schnitzler: Liebelei
- 1997: Rob Nairn: ’n Stil Gemoed: ’n Inleiding tot die Boeddhisme en Meditasie

### Historische Themen

#### Monographien
- 1980: Bloemfontein: Die Ontstaan van ’n Stad, 1846–1946
- 1982: Vrystaatse Erfenis: Bouwerk en Geboue in die 19de Eeu
- 1982: Die dood van ’n Engelsman: Die Cox-moorde van 1856 en die Vroeë Jare van die Oranje-Vrystaat
- 1985: Boukkunsskatte van die Vrystaat / Free State Heritage
- 1986: Die wêreld van die digter: ’n Boek oor Sutherland en die Roggeveld ter ere van N. P. van Wyk Louw
- 1995: Die Moord op Hesje van der Merwe, 19. Oktober 1837
- 1996: J.J. Kicherer en die Vroeë Sending, 1799–1806
- 1999: Armosyn van die Kaap: Voorspel tot Vestiging, 1415–1651
- 2001: Armosyn van die Kaap: Die Wêreld van ’n Slavin, 1652–1733
- 2002: The Griqua Captaincy of Philippolis, 1826–1861
- 2005: The Early Mission in South Africa / Die Vroeë Sending in Suid-Afrika, 1799–1819
- 2006: Kinders van die Kompanjie: Kaapse Lewens uit die Sewentiende Eeu
- 2007: Early Slavery at the Cape of Good Hope, 1652–1717
- 2008: Patrisiërs en Prinse: Die Europese Samelewing en die Stigting van ’n Kolonie aan die Kaap, 1619–1715
- 2009: Seven Khoi Lives: Cape Biographies of the Seventeenth Century
- 2009: Handelsryk in die Ooste: Die Wêreld van die VOC, 1619–1688
- 2010: Kolonie aan die Kaap: Jan van Riebeeck en die Vestiging van die Eerste Blankes, 1652–1662
- 2011: Burgers en Amptenare: Die Vroeë Ontwikkeling van die Kolonie aan die Kaap, 1662–1679
- 2011: Cape Lives of the Eighteenth Century
- 2012: Portrait of a slave society: The Cape of Good Hope 1717–1795
- 2016: Imperiale somer, Suid Afrika tussen Oorlog en Unie, 1902–1910

#### Biographien
- 1983: In Liefde en Trou: Die Lewe van President Martinus Theunis Steyn en mevrou Tibbie Steyn met ’n Keuse uit Hulle Korrespondensie
- 1989: Olive Schreiner: ’n Lewe in Suid-Afrika, 1855–1881
- 1992: Only an Anguish to Live Here: Olive Schreiner and the Anglo-Boer War, 1899–1902
- 1994: Irma Stern: The Early Years, 1894–1933
- 1994: Die Kort Sendingloopbaan van Sophia Burgmann, 1805–1812
- 1995: A Thorn Bush that Grows in the Path: The Missionary Career of Ann Hamilton, 1815-1823
- 1995: Die Wêreld van Susanna Smit, 1799–1863
- 1997: A Debt of Gratitude: Lucy Lloyd and the 'Bushman Work' of G.W. Stow
- 1997: Dogter van Sion: Machtelt Smit en die 18de-eeuse Samelewing aan die Kaap, 1749–1799
- 1998: Merksteen: ’n Dubbelbiografie
- 2004: ’n Duitser aan die Kaap, 1724–1765: Die Lewe en Loopbaan van Hendrik Schoeman

#### Werke als Herausgeber
- 1987: Bloemfontein in Beeld / Portrait of Bloemfontein, 1860–1881
- 1996: Griqua Records: The Philippolis Captaincy, 1825–1861
- 1996: The Face of the Country: A South African Family Album, 1860–1910
- 1997: The Mission at Griquatown, 1801–1821
- 1998: Witnesses to War: Personal Documents of the Anglo-Boer War (1899–1902) from the Collections of the South African Library
- 2002: Die Suidhoek van Afrika: Geskrifte oor Suid-Afrika uit die Nederlandse Tyd, 1652–1806
- 2010: Die Bosmans van Drakenstein: Persoonlike Dokumente van die Familie Bosman van Drakenstein, 1705–1842

### Verfilmungen
2002 wurde sein Roman ’n Ander Land unter dem Titel Promised Land von Jason Xenopoulos verfilmt.

## Auszeichnungen
- 1970: Hertzogprys für Prosa für By fakkelig, ’n Lug vol Helder Wolke und Spiraal
- 1972: CNA Literary Award für Na die Geliefde Land
- 1986: Hertzogprys für Prosa für ’n Ander Land
- 1993 oder 1994: CNA Literary Award für Hierdie Lewe
- 1995: Hertzogprys für Prosa für Hierdie Lewe
- 1999: Order for Meritorious Service in Silber[9]
- 2009: Prix du Meilleur livre étranger für Cette vie, Übersetzung von Hierdie Lewe